# پردراگ اسپاسیچ
پردراگ اسپاسیچ (صربی: Предраг Спасић، زاده ۱۳ مه ۱۹۶۵) بازیکن فوتبال اهل یوگسلاوی بوده‌است.
وی سابقه بازی در تیم‌هایی همچون باشگاه فوتبال پارتیزان، باشگاه فوتبال رئال مادرید و باشگاه فوتبال اوساسونا را در کارنامه دارد. اسپاسیچ همچنین ۳۱ بازی برای تیم ملی فوتبال یوگسلاوی در کارنامه دارد.